# (12052) Aretaon
(12052) Aretaon (1997 JB16) – planetoida z grupy trojańczyków okrążająca Słońce w ciągu 12,13 lat w średniej odległości 5,28 j.a. Odkryta 3 maja 1997 roku.